# 디즈니화
디즈니화(Disnyfication 또는 Disneyization)는 월트 디즈니 컴퍼니의 테마 파크와 비슷하면 뭔가 큰이 일반적 사회의 변혁을 설명하는 용어이다. 후자의 용어는 Andre Kehoe의 Christian Contradictions and the World Revolution(1991년 발행)에 나타난다. "이 가짜 문화는 매 시간마다 매체를 통해 사람들을 속이고, 이 문화는 자유로운 사고와 자유로운 행동에 심각한 영향을 끼치고 있다. 이 뉴욕 대학의 Peter K Fallon은 훌륭한 단계로, 사회의 디즈니화(the Disneyication of society)라고 부르는 단계로 나타난다." 그 단계는 나중에 Sharon Zukin 책, The Cultures of Cities (1996:128)과 Alan Bryman의 The Disneyization of Society에도 인용된다. 도시 공간의 디즈니화(Disneyfication of urban space)는 Jeff Ferrell의 Tearing Down the Streets: Adventures in Urban Anarchy(도시 무질서 속 모험)에서 서술하고 있다. 사회 과학자들은 도시의 변환에 대해 쓸 때 이 용어들을 사용한다.(도시 공간의 디즈니화와 사회의 디즈니화)
 이 용어들은 소비, 상품화 및 감정 노동의 단순화를 의미하고, 대체로 부정적으로 사용된다. 더 넓은 의미에서 현실도피의 과정이거나 디즈니의 독창적인 캐릭터 이벤트와 이들을 깨끗한 이미지로 재포장으로 의미를 가질 수 있다. 부정적 인용은 없애고, 캐릭터들을 더 즐겁고 쉽게 다가오게 만드는 의도로 희석시켰다. 공간의 경우, 전형적인 의도로 미국의 “메인 스트리트"를 디즈니 테마파크의 명소로 연상시켜 관광 친화적 장판과 시간이 지남에 유기적으로 성장해온 것이 있다. 다음은 디즈니화의 양상이다:

## 예
- 테마 - 공간과 상품에 특정 개념을 부여한다.
- 하이브리드 소비 - 다양한 소비 기회를 특정 장소에서 즐길 수 있다. 다양한 상품·서비스의 제공은 소비자가 그 자리에서 다른 소비를 촉구한다.
- 상품화 - 홍보 이미지 및 로고를 통한 개체의 상품이나 서비스를 홍보한다.
- 감정 노동 - 서비스의 제공자뿐만 아니라 엔터테이너로 직원을 만든다.

프랑스의 철학자 Jean Baudrillard(현실·초현실의 본질에 대해 기술함)는 테마파크는 실제보다 더 아닌 척하고 있기 때문에, 디즈니 랜드를 미국에서 가장 실제 장소라고 말하고 있다. 그의 논문 Simulations 다음과 같이 쓰고 있다.:

## 같이 보기
- 맥도날디제이션